# If I Was Your Vampire
If I Was Your Vampire er titlen på første komposition på albummet Eat Me, Drink Me (2007) af sangeren, Marilyn Manson. Nummeret, hvis intro blev anvendt som i april 2007 på hjemmesiden, www.marilynmanson.com, er også det længste på pladen. Den bliver poste på kunsterens MySpace side sammen med dets omslag d. 16 april 2007. Få måneder senere får nummeret sin radio debut, da Manson og Tim Skold dukker op på den engelske radio station BBC og dens Radio One. Her bliver Manson også interviewet, og udtaler sig bl.a. følgende om nummeret: 
I had done so many things that I thought was something I wanted to do but it just never really crossed over as much as this song did which only happened recently. Obviously this is one of the longest songs I have ever done and suddenly I felt that is the best thing I could do instead of the normal obligation of making something short

## Eksterne links
- Marilynmanson.com